# Leptoscarus vaigiensis
Leptoscarus vaigiensis är en fiskart som först beskrevs av Jean René Constant Quoy och Joseph Paul Gaimard 1824.  Leptoscarus vaigiensis ingår i släktet Leptoscarus och familjen Scaridae. IUCN kategoriserar arten globalt som livskraftig. Inga underarter finns listade i Catalogue of Life.